# أندرولا فاسيليو
أندرولا فاسيليو (باليونانية: Ανδρούλλα Βασιλείου) (و. 1943 – م) هي سياسية، ومحامية من قبرص .

## روابط خارجية
- أندرولا فاسيليو على موقع مونزينجر (الألمانية)